# Meisenbach (Moder)
Der Meisenbach ist ein etwa 12,4 km langer rechter Zufluss der Moder im Département Bas-Rhin in der französischen Region Grand Est.

## Verlauf
Der Meisenbach entsteht aus mehreren Quellbächen auf dem Gebiet der Gemeinde Erckartswiller. Er fließt in östlicher Richtung, speist westlich von Sparsbach den Stangenweiher, passiert danach die Ortschaft und mündet schließlich nördlich von Ingwiller auf einer Höhe von etwa 190 m in die Moder.